# Taizhou, Jiangsu
Taizhou, tidigare känt som Taihsien eller Taichow, är en stad på prefekturnivå i Jiangsu-provinsen i Kina. Den ligger omkring 130 kilometer nordost om provinshuvudstaden Nanjing.

## Administrativ indelning
Prefekturen Taizhou är indelad i tre stadsdistrikt, som omfattar den egentliga staden och förorterna, och tre städer på häradsnivå:
| Karta                                                                             | Indelning                      | Kinesiska | Pinyin        | Befolkning | Yta (km2) | Befolkningstäthet |
| 1 2 Jiangyan Jingjiang (stad) Taixing (stad) Xinghua (stad) 1. Hailing 2. Gaogang |                                |           |               |            |           |                   |
| --------------------------------------------------------------------------------- | ------------------------------ | --------- | ------------- | ---------- | --------- | ----------------- |
| 1 2 Jiangyan Jingjiang (stad) Taixing (stad) Xinghua (stad) 1. Hailing 2. Gaogang | Stadsdistrikt                  |           |               |            |           |                   |
| 1 2 Jiangyan Jingjiang (stad) Taixing (stad) Xinghua (stad) 1. Hailing 2. Gaogang | Hailing                        | 海陵区    | Hǎilíng qū    | 475 100    | 204       | 2 328,92          |
| 1 2 Jiangyan Jingjiang (stad) Taixing (stad) Xinghua (stad) 1. Hailing 2. Gaogang | Förortsdistrikt                |           |               |            |           |                   |
| 1 2 Jiangyan Jingjiang (stad) Taixing (stad) Xinghua (stad) 1. Hailing 2. Gaogang | Gaogang                        | 高港区    | Gāogáng qū    | 250 500    | 223       | 1 123,31          |
| 1 2 Jiangyan Jingjiang (stad) Taixing (stad) Xinghua (stad) 1. Hailing 2. Gaogang | Jiangyan                       | 姜堰区    | Jiāngyàn qū   | 729 000    | 928       | 785,56            |
| 1 2 Jiangyan Jingjiang (stad) Taixing (stad) Xinghua (stad) 1. Hailing 2. Gaogang | Satellitstäder (på häradsnivå) |           |               |            |           |                   |
| 1 2 Jiangyan Jingjiang (stad) Taixing (stad) Xinghua (stad) 1. Hailing 2. Gaogang | Jingjiang                      | 靖江市    | Jìngjiāng shì | 684 600    | 665       | 1 029,47          |
| 1 2 Jiangyan Jingjiang (stad) Taixing (stad) Xinghua (stad) 1. Hailing 2. Gaogang | Taixing                        | 泰兴市    | Tàixīng shì   | 1 074 300  | 1 253     | 857,38            |
| 1 2 Jiangyan Jingjiang (stad) Taixing (stad) Xinghua (stad) 1. Hailing 2. Gaogang | Xinghua                        | 兴化市    | Xīnghuà shì   | 1 253 800  | 2 394     | 523,72            |
| 1 2 Jiangyan Jingjiang (stad) Taixing (stad) Xinghua (stad) 1. Hailing 2. Gaogang | Total                          | Total     | Total         | 4 618 558  | 5 794     | 797,12            |

## Vänorter
Taizhou har följande vänorter:
- Lower Hutt, Nya Zeeland
- Huy, Belgien
- Barrie, Kanada
- Kotka, Finland
- Eumseong-gun, Sydkorea
- Latrobe, Australien
- Newport News, USA

## Klimat
Genomsnittlig årsnederbörd är 1 148 millimeter. Den regnigaste månaden är juli, med i genomsnitt 241 mm nederbörd, och den torraste är januari, med 30 mm nederbörd.